# Здравствена служба у функцији система цивилне одбране
Данас се у државама савремене међународне заједнице јасно уочавају две врсте напора у очувању државе и њених грађана. То се пре свега, односи на свеобухватну и флексибилну кооперацију између војних, полицијских и цивилних структура унутар саме државе. Та кооперација омогућава предузимање неопходних мера заштите и спасавања у условима ванредних ситуација. Циљ сарадње је достизање максималне снаге државе уз истовремено ширење и коришћење капацитета других субјеката.
Здравље има важан утицај на способност људи да живе свакодневни живот, на допринос друштвеном и економском развоју, односно општем успеху земље. Стога здрављу треба прићи као великом националном ресурсу који заслужује континуирани стратешки развој. Поред тога, право на здравље и здравствену заштиту је једно од основних људских права и сви би требало да уживају у најбољем здрављу - свака особа треба да има прилику на избор здравих начина живота и живот у окружењу које даје подршку здрављу.
У наставку дат је осврт на здравствену службу у функцији система цивилне одбране која има значајну улогу у условима ванредних ситуација и у спречавању могућих ризика за живот, здравље људи и животну средину.
Здравствену службу у Републици Србији чине здравствене установе и други облици здравствене службе које се оснивају ради спровођења и обезбеђивања здравствене заштите, као и здравствени радници, односно здравствени сарадници, који обављају здравствену делатност.
Здравствену службу у функцији система цивилне одбране чине:
1. Завод за јавно здравље
2. Служба хитне медицинске помоћи
3. Национални центар за контролу тровања (ВМА)
4. Мобилна еко-токсиколошка лабораторија

## Развој здравствене службе у Србији

### Средњи век
На територији Србије вековима су се укрштали утицаји западне и источне културе, што се одражавало и на развој медицине и здравствене службе. У нашим крајевима у средњем веку није било организоване здравствене службе. Међутим, историјски подаци говоре да се први трагови здравствене делатности налазе у деловању тзв. манастирске медицине, која се у средњовековној српској држави почела развијати по угледу на византијску. У том периоду су основане и организоване прве болнице: Хиландарска и Студеничка. Током тог периода никле су уз манастире и многе друге болнице по Србији. С пропашћу средњовековне српске државе настао је дуг период стагнације у укупном друштвеном животу, па и у здравственој делатности. Тек се средином 18. века почињу стварати услови за поновни развој здравствене делатности, као и за школовање професионалног кадра, тј. лекара.

### 19. век
На основу султановог Хатишерифа из 1830. године, било је дозвољено отварање болница. Сматра се да је то било доба када се на територији тзв. Београдског пашалука родила здравствена делатност новијег доба, која је потиснула утицај и делатност многобројних народних лекара самоука, видара и осталих надрилекара.На основу решења Устава из 1838. године у Србији је изведена и прва организација здравствене службе. Према Уставу, грађанска и војна санитетска служба стављена је у надлежност Попечитељства внутрених дела (Министарство унутрашњих послова), у оквиру кога је, за ове послове било организовано и задужено Одељење карантинско са санитетом. Након пада тзв. Уставобранитељске владе 1859. године, преуређена је државна управа. У новој организацији државне управе формира се Управа грађанског санитета и Управа војног санитета. Ово је омогућило унапређење и развој здравствене службе, па се 1865. године доноси Закон о болницама и апотекама. После Другог српско-турског рата (1877-1878) дошло је до проширења државне територије и до реформе државних институција и свих сфера државног и друштвеног живота, па и здравствене службе.
Доношењем два закона: Закон о народном санитетском фонду (1879) и Закон о уређењу санитетске струке и чувању народног здравља (1881) постављени су темељи савремене организације здравствене службе. Законом о уређењу санитетске струке била је регулисана здравствена служба у срезовима и општинама и утврђени задаци санитетске струке. Крајем 18. и почетком 19. века општа друштвено-економска ситуација у земљи се побољшала, што се одразило на унапређење и развој здравствене службе. Први знак њеног оживљавања и приближавања развијеном свету Европе јесте отварање првог хируршког одељења (1889) у Београду.

### 20. век
Од 1907. године иницирају се напори да се изврше даље промене и реформе у здравству, да се створе бољи услови за развој здравствене службе, измени закон, омогући школовање кадрова, оснује посебно Министарство народног здравља и Медицински факултет у Београду. Објективне околности, а још више политичке неприлике и ратови, онемогућиле су остваривање тих идеја и захтева све до завршетка Првог светског рата. У јесен 1911. основано је Министарство народног здравља, а 1920. године Медицински факултет у Београду. Упркос многим економским тешкоћама и неповољним социјалним околностима, у Србији се после 1920. године интензивно подижу нове болнице. С друге стране, прогресивно се развијала мрежа установа социјално-медицинског типа (опште здравствене заштите и јавно хигијенско-профилактичке службе). Донесен је и Закон о заштити здравља радника, као и Закон о инспекцији рада. Закон о осигурању радника из 1922. године изједначио је права радника у целој земљи, спојио све врсте радичког осигурања у један систем. Закон и сви пратећи законски акти, као и концепција организације, били су добро осмишљени, али њихово остварење је било слабо. Због ниског животног стандарда, слабо развијене здравствене службе, врло малог броја становништва са правом на здравствено осигурање, Југославија је била међу земљама са најнижим здравственим стандардом у Европи. И поред великих квалитативних и квантитативних промена, многе слабости су се показале карактеристичним за систем организације здравствене службе у периоду од 1920. до 1941. године које се састоје у постојању дубоког јаза између превентивне и куративне медицине, у недовољној бризи државе о подизању здравствених установа и кадрова и у непостојању функционалне везе између амбулантно-поликлиничке и болничке службе, тако да је здравствена служба била организационо раздробљена.
После Другог светског рата, донет је низ закона и удредби којима је извршен темељан преображај јавне здравствене службе, чиме је она достигла ниво развијених европских земаља. Развој здравствене службе у послератном периоду могао би се поделити на неколико фаза. Прва фаза обухвата период од 1945. до 1950. године. У овом периоду извршени су напори друштва да се обнови у рату оштећена мрежа и смањени капацитети здравствених установа. Предузимане су масовне акције на спречавању и сузбијању заразних болести. Пошто је мрежа здравствених установа била слабо развијена, формиране су многобројне покретне екипе које су радиле на сузбијању масовних обољења, а нарочито пегавца, трахома, маларије, сифилиса, микозе и цревних заразних болести. Друга фаза обухвата период 1950. до 1956. године. Овај период карактерише све више усмерени плански развој здравствене службе у правцу превентивних делатности и основне здравствене заштите. Здравствена заштита се у све већој мери финансира из фондова социјалног осигурања. Трећа фаза је период од 1957. до 1960. године. У овом периоду постигнути су крупни резултати у погледу консолидације организације и рада здравствених установа. У том периоду донети су и прописи о организацији и задацима здравствених установа, ограничена је приватна делатност здравствених радника. Донет је пропис о организацији и надзору над стручним радом здравствених установа. Четврта фаза обухвата период од 1961. до 1965. године. Крајем 1960. године донет је Општи закон о организацији здравствене службе СФРЈ. Њиме се регулишу права и обавезе грађана у остваривању здравствене заштите, права и обавезе установа, загарантован је слободан избор лекара. Пета фаза почиње доношењем Устава 1963. године. Последњи законодавни акти из овога периода којима је регулисан карактер здравствене заштите, систем организације здравствене службе и обим здравственог осигурања јесу Закон о здравственој заштити и Закон о здравственом осигурању из 1992. године.

### 21. век
Закони из 1992. године и низ других прописа, као и развој социјално-медицинске мисли, теорије и праксе савремене медицинске науке, савремене информатике и других фактора, допринели су формирању и уобличавању једног развијеног кохерентног и добро организованог система здравствене делатности у нашој земљи. И поред честих реформи и реорганизација, основна структура овог система одолева свим изменама јер је заснована на традиционалним основама домова народног здравља, окренута заштити здравља, усмерена ка човеку и савременим факторима ризика из живота и радне средине, а ослања се на интерес и обавезе појединца, његову породицу, радну организацију и друштво као целину. С друге стране, здравствене установе као део здравствене службе прихватиле су принципе активне здравствене заштите, диспанзерски метод рада, кооперацију између појединих подсистема здравства, отвореност болничких институција у свим нивоима заштите, уз афирмацију начела примарне здравствене заштите као основног гаранта успешности рада на заштити здравља становништва.

## Завод за јавно здравље
Под јавним здрављем се подразумева остваривање јавног интереса стварањем услова за очување здравља становништва путем организованих и свеобухватних активности друштва усмерених на очување физичког и психичког здравља, односно очување животне средине, као и спречавање настанка фактора ризика за настанак болести и повреда, који се остварује применом здравствених технологија и мерама намењених промоцији здравља, превенцији болести и побољшању квалитета живота.
Завод за јавно здравље је здравствена установа која се оснива за територију више општина, односно града, као и за територију Републике Србије у складу са Планом мреже. Завод за јавно здравље оснива Република а на територији аутономне покрајине - аутономна покрајина.
Завод за јавно здравље: прати, процењује и анализира здравствено стање становништва и извештава надлежне органе и јавност; прати и проучава здравствене проблеме и ризике по здравље становништва; предлаже елементе здравствене политике, планове и програме са мерама и активностима намењеним очувању и унапређењу здравља становништва; врши информисање, образовање и обуку становништва за бригу о сопственом здрављу; врши процену ефикасности, доступности и квалитета здравствене заштите; планира развој стручног усавршавања здравствених радника и здравствених сарадника; подстиче развој интегрисаног здравственог информационог система; врши примењена истраживања у области јавног здравља; сарађује и развија партнерство у друштвеној заједници на идентификацији и решавању здравствених проблема становништва; обавља друге послове, у складу са законом.
Завод за јавно здравље је здравствена установа која обавља социјално - медицинску, хигијенско - еколошку, епидемиолошку и микробиолошку здравствену делатност. Врши бактериолошке, серолошке, вирусолошке, хемијске и токсиколошке прегледе и испитивања у вези са производњом и прометом животних намирница, воде, ваздуха, предмета опште употребе, као и у вези са дијагностиком заразних и незаразних болести. Може обављати послове дезинфекције, дезинсекције и дератизације ако на подручју за које је основан не постоји друга здравствена установа која обавља те послове. Завод за јавно здравље координира, усклађује и стручно повезује рад здравствених установа из Плана мреже, за територију за коју је основан. Сарађује са другим здравственим установама на територији за коју је основан, као и са надлежним органима локалне самоуправе и другим установама и организацијама од значаја за унапређење јавног здравља.
Делатност Завода за јавно здравље обухвата:
- Сектор епидемиологије са микробиологијом, паразитологијом и вирусологијом;
- Сектор хигијене са заштитом животне средине и санитарном хемијом;
- Сектор социјалне медицине са организацијом здравствене статистике, информатике, здравственог васпитања;
- Сектор заједничких послова.[11]

Завод за јавно здравље основан за територију Републике, обавља и следеће послове: координира и прати стручни рад завода за јавно здравље и других здравствених установа које обављају хигијенско-епидемиолошку и социјално-медицинску делатност у Републици; изучава и у сарадњи са другим здравственим установама предлаже дугорочну стратегију здравствене заштите са приоритетима и методолошки руководи њеним спровођењем, у сарадњи са факултетима медицинске струке; утврђује потребне мере у елементарним и другим већим непогодама и несрећама и врши њихово спровођење у сарадњи са другим установама.

## Служба хитне медицинске помоћи
Хитна медицинска помоћ као посебна област здравствене делатности организује се ради предузимања неопходне и неодложне медицинске интервенције, чије би непредузимање угрозило живот и здравље грађана или изазвало трајно оштећење.
Хитну медицинску помоћ не треба поистовећивати са првом помоћи, што се често у пракси чини, јер прва помоћ представља скуп мера, поступака и активности које спроводи особа која је прва у прилици да пружи помоћ унесрећеном непосредно након повреде или изненадне болести. Она је само први корак у ланцу спашавања живота болесној особи на самом месту повређивања или разбољевања (кућа, радно или јавно место, итд.), и претходи ономе што ће урадити хитна медицинска помоћ. Прва помоћ је изузетно важна јер према статистичким подацима, хитна медиицинска помоћ је, на месту несреће или разбољавања, доступна болеснику тек за 5-7 минута, а према подацима из литературе, преко 50% смртних исхода догоди се у првих неколико минута од несреће.
Циљ и улога хитне медицинске помоћи у спасавању повређених јесте спасавање живота, односно спречавање смрти и даљих оштећења и инвалидитета. У здравственој заштити настрадалог процесног особља и становништва, служба хитне медицинске помоћи, на вест о настанку акцидента на настрадалом подручју, у зависности од размера акцидента, активира мањи или већи број екипа хитне медицинске помоћи. Екипе хитне медицинске помоћи врше тријажу повређених, указују хитну медицинску помоћ и транспортују настрадала лица до одговарајуће здравствене установе. Услови за адекватно и брзо реаговање екипа хитне медицинске помоћи јесу: кадровска обезбеђеност, увежбаност, опремљеност комплетима за указивање медицинске помоћи на терену и у транспорту, возила специјалне намене, систем радио-везе. Комплети опреме и материјала које користе екипе за рад на терену морају бити унапред припремљени, упаковани, обележени, груписани и погодни за транспорт. Екипе хитне медицинске помоћи морају бити функционално повезане са здравственим установама и другим учесницима у реаговању на акциденте. Услови за успешно деловање су одговарајућа обука и увежбавање медицинских кадрова. Комплетан програм обуке укључује: хитно збрињавање, евакуацију повређених, хитан третман, психолошку помоћ заједници, снабдевање лековима, обезбеђење питке воде и санитарних уређаја.
На листи приоритета службе хитне медицинске помоћи налази се постојање довољне количине одговарајућих средстава и лекова за прву помоћ настрадалима.

## Национални центар за контролу тровања (ВМА)
Повећање броја опасних материја и производа праћено је све већим бројем акутних и хроничних тровања које у одређеним околностима могу угрозити и ширу околину. Нису ретки случајеви да дође до тровања материјама за које токсични ефекти на људима нису били опасни. Због тога је значајно да постоји институција која ће прикупљати све релевантне податке, систематизовати их и дистрибуирати заинтересованим установама, медицинским радницима, а у појединим ситуацијама и најширој јавности.
Наведене задатке данас обавља Национални центар за контролу тровања, организован у оквиру Војномедицинске академије у Београду. Национални центар за контролу тровања пружа медицинске услуге превенције и терапије тровања хемијским материјама, као и услуге детекције хемијских материја у биолошком материјалу, води, земљишту и ваздуху.
У саставу Центра се налазе:
- Клиника за ургентну и клиничку токсикологију (једина специјализована институција у земљи за лечење акутних тровања, отворена 24 часа седам дана у недељи)
- Институт за токсикологију и фармакологију (покрива бројне предклиничке области токсикологије и фармакологије које су од значаја за решавање токсиколошких проблема у клиничкој пракси)

Постоји и мобилна токсиколошко-хемијска екипа која се активира у случају хемијских акцидената већих размера.
Задаци Центра у случају акцидената опасним материјама су: процена ризика акцидената (локација, хемијске ноксе као могући узрочници масовних тровања људи, правац ширења токсичног облака, процена захватања територије); збрињавање масовних тровања у акцидентима (симптоми и знаци, мере прве опште медицинске и специјалистичке помоћи, правац и место евакуације); поступци и мере санације природног окружења места акцидената.

## Мобилна еко-токсиколошка лабораторија
Основни услов за успешну превенцију и санацију угрожених подручја јесте могућност брзе идентификације ослобођених или трансформисаних загађујућих супстанци и њихова квантификација. Мобилне еко-токсиколошке лабораторије омогућавају идентификацију и квантификацију првенствено полутаната атмосфера након хемијских акцидената, али и одређивање загађујућих супстанци у другим супстратима животне средине (вода, земљиште). Поред тога, мобилне лабораторије се могу користити за праћење стања животне средине која није угрожена хемијским акцидентима, већ су извори загађења стационарни и мобилни, и то у току редовне експлоатације.
Мобилна еко-токсиколошка лабораторија део је система управљања ризиком од хемијских акцидената и контроле стања животне средине у редовним приликама. Основни елементи мобилне лабораторије јесу: возило-транспортно средство, опрема, посада, систем веза и комуникација, информационо-документациона основа.
Мобилне еко-токсиколошке лабораторије могу у кратком временском периоду да стигну на место акцидента, да обаве потребна мерења у свим медијима, ваздух, вода и земљиште, да одмах на лицу места, ураде потребне анализе и утврде постојање опасних - токсичних материја, да квантификују вредности, процене опасност по животну средину, а нарочито по здравље запослених, становништва или учесника, предложе неопходне хитне мере које треба предузети. Посебно је значајна улога ових мобилних еко-токсиколошких лабораторија у акцидентним еколошким ситуацијама када то нису севесо постројења и када не постоје планови заштите од удеса, као што су примери дивљих депонија, примери депонија са опасним отпадом у предузећима која су отишла у стечај или ликвидацију, разним складиштима, код непостојећих предузећа и слично.